# Unione Sportiva Osimana 1983-1984
Questa voce raccoglie le informazioni riguardanti l'Unione Sportiva Osimana nelle competizioni ufficiali della stagione 1983-1984.

## Rosa
| N. |                   | Ruolo | Calciatore               |
| -- | ----------------- | ----- | ------------------------ |
|    | Italia (bandiera) | C     | Daniele Abbondanza       |
|    | Italia (bandiera) | A     | Giuseppe Addiego Mobilio |
|    | Italia (bandiera) | D     | Nazzario Baggiarini      |
|    | Italia (bandiera) | A     | Guido Carboni            |
|    | Italia (bandiera) | C     | Marco Carlini            |
|    | Italia (bandiera) | D     | Angelo Carpineta         |
|    | Italia (bandiera) | C     | Pio Cassano              |
|    | Italia (bandiera) | A     | Bruno Censori            |
|    | Italia (bandiera) | C     | Marcello De Juliis       |
|    | Italia (bandiera) | C     | Enrico Ferrari           |

| N. |                   | Ruolo | Calciatore             |
| -- | ----------------- | ----- | ---------------------- |
|    | Italia (bandiera) | D     | Fabio Garbin           |
|    | Italia (bandiera) | D     | Alessandro Gualdani    |
|    | Italia (bandiera) | P     | Luca Lippi Bruni       |
|    | Italia (bandiera) | P     | Nunzio Lomuscio        |
|    | Italia (bandiera) | C     | Lucio Nanni            |
|    | Italia (bandiera) | A     | Pieraldo Nemo          |
|    | Italia (bandiera) | D     | Sergio Salice          |
|    | Italia (bandiera) | A     | Fabrizio Sola          |
|    | Italia (bandiera) | C     | Fabrizio Tardini       |
|    | Italia (bandiera) | C     | Alessandro Trammannoni |